# Lipnica Wielka (gmina)
Pour les articles homonymes, voir Lipnica Wielka.
Lipnica Wielka est une gmina rurale du powiat de Nowy Targ, Petite-Pologne, dans le sud de la Pologne, à la frontière avec la Slovaquie. Son siège est le village de Lipnica Wielka, qui se situe environ 29 km à l'ouest de Nowy Targ et 69 km au sud de la capitale régionale Cracovie.
La gmina couvre une superficie de 67,47 km2 pour une population de 5 592 habitants.

## Géographie
La gmina inclut le village de Kiczory.
La gmina borde les gminy de Jabłonka et Zawoja. Elle est également frontalière de la Slovaquie.